# Adrien Candiard
Adrien Candiard, frère Adrien en religion est  né le 31 octobre 1982 à Paris, est un prêtre dominicain français. Vivant au couvent Notre-Dame-du-Rosaire du Caire, il en est le prieur conventuel. Il est également membre de l'Institut dominicain d'études orientales (Idéo).

## Biographie
Adrien Candiard étudie à l'École normale supérieure (L 2002) et à Sciences Po Paris. Il s'intéresse à la politique italienne et publie notamment L'Anomalie Berlusconi.
Avec Ismaël Emelien, Cédric O, Stanislas Guerini ou encore Benjamin Griveaux, il fait partie de l'équipe de campagne de Dominique Strauss-Kahn pour la primaire PS de 2006. Il quitte cette équipe de campagne en cours de route, inquiet des mœurs du candidat et en désaccord avec ses positions favorables à l'homoparentalité,.
Il entre en 2006 dans l'ordre dominicain. En 2011, il écrit Pierre et Mohamed,, monologue théâtral en hommage à Pierre Claverie, évêque dominicain d'Oran assassiné en 1996. Le spectacle est créé en 2011 au festival d'Avignon,. Il rencontre un succès inattendu et est joué par la suite plus de mille fois, à Paris, Lyon, Rome, Bruxelles, Oran. Elle est traduite en italien et en arabe, et représentée en Italie et au Liban. La version filmée d'un autre spectacle, Le Cinquième Évangile, remporte le prix Père Jacques Hamel en 2019.
En 2012, il rejoint le couvent du Caire et devient membre de l'Institut dominicain d'études orientales. Il soutient sa thèse de doctorat à l'École pratique des Hautes Études (Paris), sous la direction de Christian Jambet, en 2022 ("Le concept de vérité dans le Darʾ taʿāruḍ al-ʿaql wa-l-naql d'Ibn Taymiyya"). Il a publié plusieurs livres, concernant l'islam, le dialogue interreligieux ou la spiritualité chrétienne.

## Objets de recherche
Dominicain au Caire, frère Adrien  est l'auteur d'ouvrages  d'islamologie et de spiritualité chrétienne.
Il publie en 2016 un ouvrage d'islamologie pour le grand public, Comprendre l'islam (ou plutôt : pourquoi on n'y comprend rien), qui rencontre un vaste succès. Ce sera également le cas de son ouvrage Du fanatisme. Quand la religion est malade,,,, paru en 2020. En 2023 paraît, à partir de sa thèse de doctorat, l'ouvrage Le Dieu immédiat, sur la pensée du théologien musulman médiéval Ibn Taymiyya.
Ses ouvrages de spiritualité, comme Veilleur, où en est la nuit ?,, Quand tu étais sous le figuier, A Philémon, Quelques mots avant l'apocalypse, font figure de référence.

## Prix de littérature religieuse
Son ouvrage Veilleur, où en est la nuit ? reçoit le prix de littérature religieuse en 2017. En 2019, son livre A Philémon reçoit le prix de la liberté intérieure. Plusieurs de ses livres sont traduits en italien, en néerlandais, en espagnol, en grec, en arabe, en polonais, en roumain et en tchèque.

## Publications

### Ouvrages
- L'Anomalie Berlusconi, Paris, Flammarion, 2003 (ISBN 978-2-08210-289-6).
- En finir avec la tolérance ? : différences religieuses et rêve andalou, Paris, Presses universitaires de France, 2014 (ISBN 978-2-13063-055-5).
- Veilleur, où en est la nuit ? : petit traité de l’espérance à l’usage des contemporains, Paris, Éditions du Cerf, 2016 (ISBN 978-2-20410-910-9).
- Comprendre l'islam (ou plutôt : pourquoi on n'y comprend rien), Paris, Flammarion, 2016 (ISBN 978-2-08138-658-7).
- Quand tu étais sous le figuier... : propos intempestifs sur la vie chrétienne, Paris, Éditions du Cerf, 2017 (ISBN 978-2-20412-105-7).
- Pierre et Mohamed, Paris, Éditions Tallandier / Éditions du Cerf, 2018 (ISBN 979-1-02103-118-0)
- A Philémon. Réflexions sur la liberté chrétienne, Paris, Éditions du Cerf, 2019 (ISBN 978-2-20413-072-1)
- Du fanatisme. Quand la religion est malade, Paris, Éditions du Cerf, 2020 (ISBN 978-2-20414-080-5)
- Quelques mots avant l'apocalypse. Lire l'Évangile en temps de crise, Paris, Éditions du Cerf, 2022 (ISBN 978-2-20415-203-7)
- Le Dieu immédiat. Le concept de vérité dans le Darʾ taʿāruḍ al-ʿaql wa-l-ʿaql d'Ibn Taymiyya, Paris, Éditions du Cerf, 2023  (ISBN 978-2204156875)
- Sur la montagne. L'aspérité et la grâce, Paris, Éditions du Cerf, 2023  (ISBN 978-2-204-16052-0)
- Akedia. Le diable au désert, Paris, Éditions du Cerf, 2024  (ISBN 978-2-204-15689-9)
- Maman voudrait que je croie en Dieu, Paris, Éditions du Cerf, 2025

### Articles

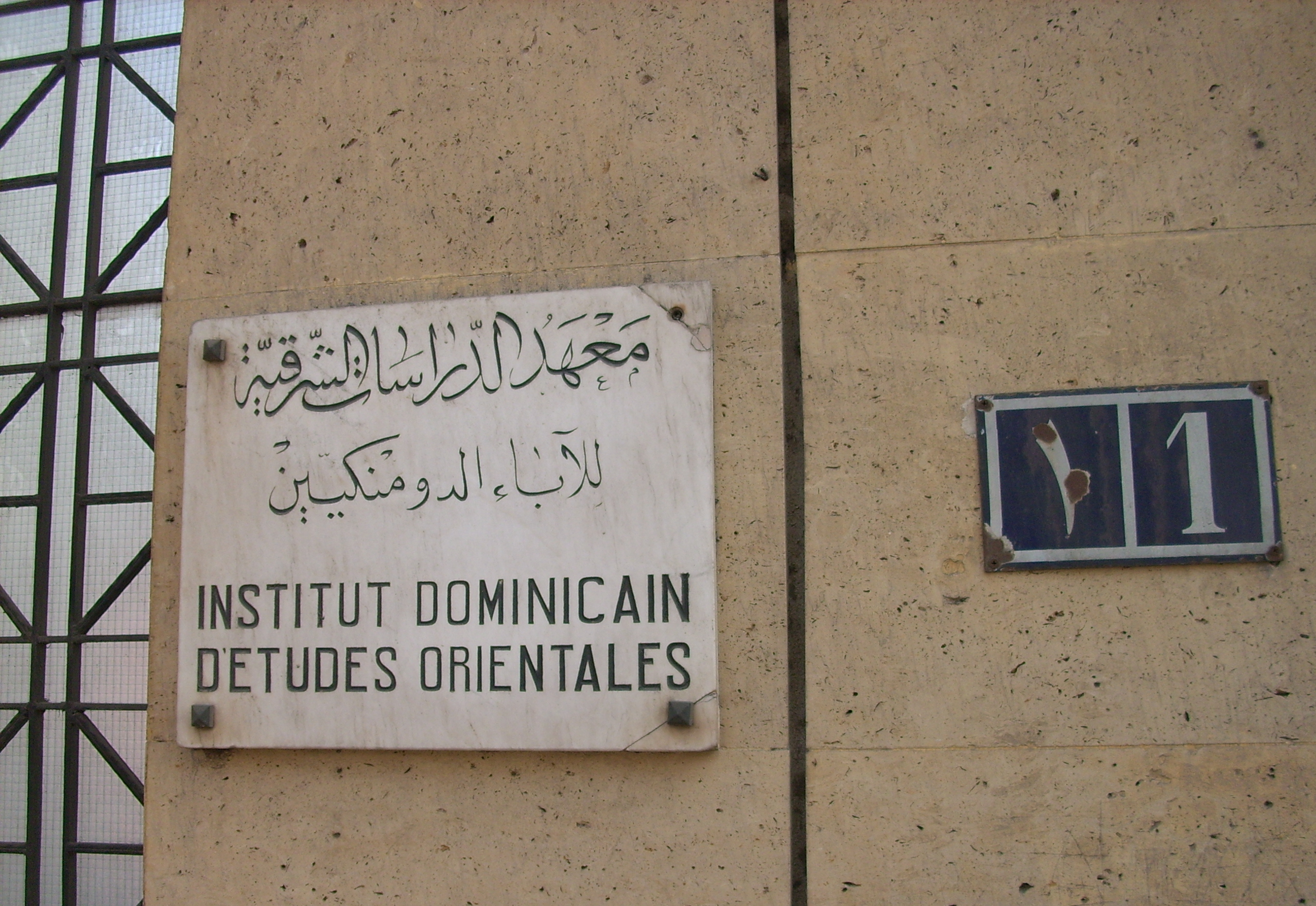
Institut dominicain d'études orientales, Le Caire.

- « La vision de Pierre à Joppé (Ac 10,9-16). Esquisse d’une histoire d’un commentaire dans l’Occident latin », Revue biblique, Paris, Gabalda, vol. 116, no 4,‎ 2009, p. 526-556.
- « Un commentaire des Actes attribué à Raban Maur. Premiers éléments de discussion pour une attribution », Revue des Études augustiniennes et patristiques, Paris, Institut d’Études augustiniennes[23], vol. 55, no 2,‎ 2009, p. 265-278.
- « Le Moyen Âge et la conversion de Paul : les commentaires médiévaux des Actes », Cahier évangile, Paris, SBEV/Cerf, no 154 « Conversion de Saul, vocation de Paul »,‎ 2010, p. 67-77[24].
- Avec C. Chevalier, « Critique textuelle et recours à l’hébreu à l’époque carolingienne. Le cas unique d’une Bible de Théodulf (Bible de Saint-Germain, Paris, BnF. lat. 11 937) », Études d'exégèse médiévale offertes à Gilbert Dahan par ses élèves[25], Turnhout, Brepols,‎ 2013, p. 13-34.
- « L’éclairage à lire absolument pour comprendre l’islam… ou comprendre pourquoi on n’y comprend rien », Atlantico.fr,‎ 24 novembre 2014 (lire en ligne)
- « La question de l’existence de Dieu chez Ibn Taymiyya », séminaires de l'idéo, doctorant en études islamiques ,‎ 22 mai 2018.